# El Porvenir, Zongolica
El Porvenir är en ort i Mexiko.   Den ligger i kommunen Zongolica och delstaten Veracruz, i den sydöstra delen av landet, 250 km öster om huvudstaden Mexico City. El Porvenir ligger 691 meter över havet och antalet invånare är 729.
Terrängen runt El Porvenir är bergig västerut, men österut är den kuperad. Runt El Porvenir är det ganska tätbefolkat, med 222 invånare per kvadratkilometer. Närmaste större samhälle är Zongolica, 11,3 km väster om El Porvenir. I omgivningarna runt El Porvenir växer i huvudsak städsegrön lövskog.